# Svet igrač
Svet igrač (v izvirniku angleško Toy Story) je ameriški animirani film, ki je nastal v produkciji studia Pixar in izšel 22. novembra 1995 v distribuciji Walt Disney Pictures. To je bil prvi v celoti računalniško animiran celovečerni film. Zgodba govori o igračah v sobi devetletnega dečka Andyja.
Režiser John Lasseter je na podelitvi leta 1996 zanj prejel oskarja za posebne dosežke. Film je bil nominiran tudi za oskarje za najboljšo izvirno glasbo, za najboljšo pesem, in za najboljši izvirni scenarij. Junija 2008 ga je Ameriški filmski inštitut na podlagi ankete med filmskimi ustvarjalci uvrstil na šesto mesto lestvice najboljših animiranih filmov vseh časov. Imena igrač iz animiranega filma se uporabljajo za naslove distribucij projekta Debian.
Kasneje so nastala še tri nadaljevanja: Svet igrač 2 (1999), Svet igrač 3 (2010) in Svet igrač 4 (2019).